# Anas Sarwar

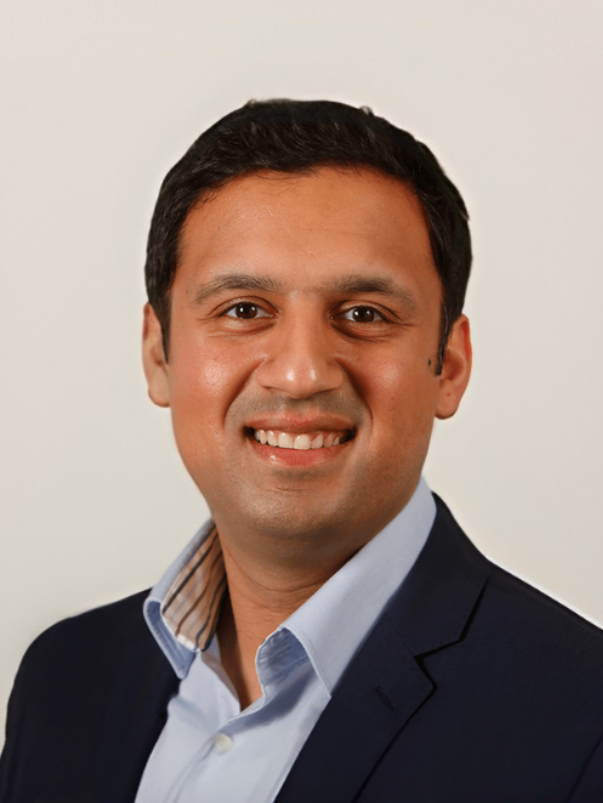
Anas Sarwar

Anas Sarwar (* 14. März 1983 in Glasgow) ist ein schottischer Politiker. Am 27. Februar 2021 wurde er für drei Jahre zum Vorsitzenden der Scottish Labour Party gewählt.

## Leben
Sarwar wurde 1983 als Sohn des Politikers Mohammad Sarwar in Glasgow geboren. An der Universität Glasgow studierte er Zahnmedizin und war nach Beendigung seines Studiums für fünf Jahre als Zahnarzt des National Health Service in Paisley tätig. Sarwar ist verheiratet und Vater dreier Kinder.

## Politischer Werdegang
Sarwars Vater Mohammad Sarwar ist Politiker der Labour Party. Als er bei den Unterhauswahlen 1997 das Mandat des Wahlkreises Glasgow Govan gewann, zog er als erster Muslim in das House of Commons ein.
Anas Sarwar trat 1999 der Labour Party bei. Bei den Unterhauswahlen 2010 trat Sarwar die Nachfolge seines Vaters an und bewarb sich um das Mandat des Wahlkreises Glasgow Central, den Mohammad Sarwar seit 2005 im Parlament vertrat. Anas Sarwar gewann das Mandat mit deutlichem Vorsprung vor dem Kandidaten des SNP und er zog erstmals ins britische Unterhaus ein. Zwischen 2011 und 2014 bekleidete Sarwar den Posten des stellvertretenden Vorsitzenden der Scottish Labour Party und war von Oktober bis Dezember 2014 ihr kommissarischer Vorsitzender. Beim Unabhängigkeitsreferendum 2014 setzte er sich für den Verbleib Schottlands im Vereinigten Königreich ein. Bei den Unterhauswahlen 2015 konnte sich Sarwar nicht gegen die SNP-Kandidatin Alison Thewliss durchsetzen und er schied in der Folge aus dem britischen Unterhaus aus.
Als Vertreter der Wahlregion Glasgow wurde Sarwar bei der schottischen Parlamentswahl 2016 in das schottische Parlament gewählt.
Nach dem Rücktritt der bisherigen schottischen Labour-Vorsitzenden Kezia Dugdale 2017 bewarb er sich um den schottischen Labour-Vorsitz, unterlag jedoch seinem Gegenkandidaten Richard Leonard. Leonard war ein Anhänger des damaligen Labour-Parteivorsitzenden Jeremy Corbyn, während sich Sarwar gegen Corbyn ausgesprochen hatte. Vor der Abstimmung wurde Sarwar dafür kritisiert, dass er seine Kinder anstatt auf eine öffentliche Schule auf eine teure Privatschule schicke. Außerdem wurde moniert, dass das in Besitz seiner Familie befindliche Unternehmen United Wholesale (Scotland) Ltd. einen geringeren, als den Mindestlohn von 8,45 £ bezahlte. Er verzichtete daraufhin auf seine Anteile an der Familienfirma.
Nachdem Richard Leonard am 14. Januar 2021 vom Vorsitz der schottischen Labour Party zurückgetreten war, wurde eine neue Vorsitzendenwahl notwendig. Sarwar bewarb sich erneut und konnte sich in der parteiinternen Wahl am 27. Februar 2021 gegen Monica Lennon als einzige Gegenkandidatin durchsetzen. Sarwar erhielt 57,6 Prozent und Lennon 42,4 Prozent der Stimmen. Sarwar war damit der erste nicht-weiße Parteiführer aus einer ethnischen Minderheitsgruppe an der Spitze einer großen britischen Partei.